# Ruseb Dayah
Ruseb Dayah is een bestuurslaag in het regentschap Bireuen van de provincie Atjeh, Indonesië. Ruseb Dayah telt 778 inwoners (volkstelling 2010).